# 吴云贵
吴云贵（1939年—），男，辽宁抚顺人，中国社会科学院世界宗教研究所研究员，中国社会科学院荣誉学部委员。

## 生平
1964年毕业于辽宁大学外国语言文学系。